# Bajuni
Bajuni (endonym: kibajuni) är en dialekt av swahili som talas framför allt av etniska bajuni på Bajuniöarna och i andra delar av södra Somalia. Det är den mest distinkta dialekten av swahili, och kan betraktas som ett eget språk. Det traditionellt bajunispråkiga området i södra Somalia och norra Kenya kallas på bajuni Ubajunini (jämför till exempel Ukambani).